# Le Conte du cuisinier
Le Conte du cuisinier (The Cokes Tale en moyen anglais) est le quatrième des Contes de Canterbury de Geoffrey Chaucer. Il figure à la fin du fragment I (A), après le Le Conte du régisseur.

## Résumé
Le prologue du conte voit le Cuisinier, de son vrai nom Roger de Ware, et l'Aubergiste échanger des piques : le second accuse le premier de vendre de la nourriture frauduleuse, ce à quoi le Cuisinier rétorque qu'il va raconter l'histoire d'un aubergiste. Son héros est un apprenti nommé Pierrot le séducteur (« Perkin Revelour »), qui mène une vie de débauche dans les rues de Londres. Son maître finit par le renvoyer, et il s'installe chez un ami dont la femme, bien qu'elle tienne une boutique pour sauver les apparences, est une prostituée. Le conte s'achève ici, après seulement 58 vers.

## Sources et rédaction
Le Conte du cuisinier a vraisemblablement été rédigé peu de temps après Le Conte du régisseur. Son extrême concision incite la plupart des analyses à le considérer comme inachevé, et de fait, la plupart des copies manuscrites des Contes prennent en compte ce facteur : les manuscrits Ellesmere et Hengwrt laissent plusieurs lignes vierges susceptibles d'accueillir une éventuelle suite. D'autres préfèrent y intercaler des vers qui ne sont pas de Chaucer : ainsi, deux manuscrits tentent d'apporter une conclusion moralisatrice au récit du Cuisinier, tandis que 25 autres lui font complètement abandonner l'histoire de Pierrot pour raconter à la place Le Conte de Gamelyn.

## Analyse
Il est difficile d'être certain de la tournure qu'aurait pu prendre Le Conte du cuisinier si Chaucer l'avait achevé. Les personnages semblent poursuivre la progression vers la vulgarité entreprise par les contes précédents, celui du Meunier et celui du Régisseur : les étudiants amoureux laissent place à Pierrot le séducteur, entièrement voué à la débauche, et le sexe féminin n'est représenté que par une prostituée. Le récit du Cuisinier n'aurait peut-être pas pour autant été un simple fabliau, car ses premières lignes contiennent, principalement dans la bouche du maître de Pierrot, une quantité disproportionnée de proverbes et autres sentences morales,.